# モーニングスター大賞
モーニングスター大賞（もーにんぐすたーたいしょう）は、かつて実施されていた新紀元社独自のライトノベルの文学賞である。「星球大賞」という別名もつけられていた。

## 概要
モーニングスターブックスの創刊に伴って作られた新紀元社独自の賞で、小説投稿サイト「小説家になろう」で開催されていた。
モーニングスター大賞では、「グランプリ」「ファンタジー賞」「入賞」という3つの賞が設けられ、受賞作には3巻までの刊行が約束された他、落選した本の中から新紀元社の社長賞も設けられていた。
受賞作品はポイントで決めるのではなく、作品を査読した上で判断するとしていた。

## 受賞作品一覧
回数の欄の年は、賞の結果が発表された年を示している。
| 回数             | 賞             | タイトル                                               | 作者                  | 応募総数 | 出典        |
| ---------------- | -------------- | ------------------------------------------------------ | --------------------- | -------- | ----------- |
| 第1回 （2017年） | 大賞           | 勇者召喚に巻き込まれたけど、異世界は平和でした         | 灯台                  | 4898作品 | [ 4 ]       |
| 第1回 （2017年） | 受賞           | 必中の投擲士 〜石ころ投げて聖女様助けたった!〜         | 餅々ころっけ          | 4898作品 | [ 4 ]       |
| 第1回 （2017年） | 受賞           | 余命六ヶ月延長してもらったから、ここからは私の時間です | 肌 （編乃肌）         | 4898作品 | [ 4 ]       |
| 第1回 （2017年） | 受賞           | 椅子を作る人                                           | こいし （山路こいし） | 4898作品 | [ 4 ]       |
| 第2回 （2018年） | ファンタジー賞 | 逆鱗のハルト                                           | 奏                    | 3592作品 | [ 5 ] [ 6 ] |
| 第2回 （2018年） | 受賞           | イケメンに転生したけど、チートはできませんでした。     | みかんゼリー          | 3592作品 | [ 5 ] [ 6 ] |